# Relient K
Relient K (/Rilájnt Kej/) je americká křesťanská rocková skupina, která byla založena roku 1998 ve městě Cantonu v Ohiu. Patří do skupiny alternativního rocku, pop punku a křesťanského rocku. Je pojmenovaná podle automobilu kytaristy Matta Hoopese, Plymouth Reliant K-car. Skupina obdržela četná ocenění včetně nominace na Grammy v roce 2003 za „Nejlepší evangelické rockové album“ a dvě Dove Awards.

Všichni členové jsou křesťané, i přesto se někteří fanoušci ptali skupiny, zdali patří do žánru křesťanského rocku. Na toto téma odpověděl v interview hlavní zpěvák skupiny Matt Thiessen: 
„Celá naše odpověď je, že nás můžete nazývat čím chcete. Můžete nám říkat křesťanská skupina, můžete nám říkat rock'n roll skupina. A můžeme jít na turné s "touto" skupinou a můžeme jít na turné s "tamtou" skupinou. Nám je to jedno. Děláme pouze to, co děláme. Baví nás to. Píšeme o čem chceme psát a, jak víte, nejčastěji o našich srdcích a o naší víře.“
Skupina se dostala do hlavního proudu v roce 2004 poté co je Capitol podepsala a vydali jejich čtvrté plnohodnotné album, Mmhmm, které debutovalo jako patnácté na stránkách Billboard 200, produkovali tři nej-5 hity na Křesťanském rádiu a dva nej-20 hity v hlavni-proudovém rádiu. Jejich páté plnohodnotné album, Five Score and Seven Years Ago, debutovalo jako šesté na Americkém Billboard 200. Dodnes bylo prodáno minimálně 150,000 kopií.
Skupina Relient K byla založena v roce 1998 Matthewem Thiessenem (kytara a klavír), Brianem Pittmanem (basa), a Mattem Hoopesem (kytara). Todd Frescone (bicí) se na krátkou dobu připojil v roce 1998. Po vydání All Work and No Play, prvního demo alba skupiny byl Todd Frescone nahrazen Stephenem Cushmanem. Cushman hrál bicí na prvním EP skupiny, 2000 A.D.D. a na jejich debutovém albu Relient K v roce 2000, ale ještě ten rok odešel aby se připojil ke Křesťanský metal skupině Narcissus. Jared Byers, bubeník z křesťanské rockové skupiny Bleach, byl využit jako dočasný bubeník, dokud se v prosinci roku 2000 nepřipojil Dave Douglas.  Toto složení zůstalo stejné od EP The Creepy EP a The Anatomy of the Tongue in Cheek v roce 2001, přes album Mmhmm v roce 2004, po kterém Brian Pittman opustil skupinu aby založil firmu na údržbu krajiny. Pittman nyní hraje na basu v Křesťanský metal skupině Inhale Exhale. John Warne, hlavní zpěvák a kytarista skupiny Ace Troubleshooter, se připojil jako basista po zbytek roku 2004. V roce 2005 se stal plnohodnotným basistou. V roce 2005 se připojil také Jon Schneck jako třetí kytarista a také jako hráč na banjo a na zvonky pro vytvoření plnějšího a více výraznějšího zvuku. Bylo to také proto, že se skupina chystala hrát více na klavír a další kytarista dal Mattu Thiessenovi svobodu to udělat.

## Aktuální členové skupiny
- Matt Thiessen (sólový zpěv, kytara, klavír) (1998-dnes)
- Matt Hoopes (kytara, pomocný zpěv) (1998-dnes)
- Ethan Luck (bicí) (2008-dnes)
- John Warne (baskytara, pomocný zpěv) (2004-dnes)
- Jonathan Schneck (kytara, banjo, zvonky, pomocný zpěv) (2005-dnes)

### Bývalí členové skupiny
- Todd Frescone – bicí (1998)
- Stephen Cushman – bicí, pomocný zpěv (1998–2000)
- Jared Byers – bicí (2000)
- Brian Pittman – basa (1998–2004)
- David Douglas (bicí, pomocný zpěv) (2000-2007)

## Diskografie
- Air for Free (2016)
- Collapsible Lung (2013)
- Is for Karaoke (2011)
- Forget And Not Slow Down (2009)
- The Bird and the Bee Sides (2008)
- Let It Snow Baby... Let It Reindeer (2007)
- Five Score & Seven Years Ago (2007)
- Apathetic EP (2005)
- Mmhmm (2004)
- The Vinyl Countdown (2003)
- Deck The Halls Bruise Your Hand (2003)
- Open Mic Karaoke Relient K - Vol. 1 (2003)
- Two Lefts Don't Make a Right… But Three Do (2003)
- Employee of the Month (2002)
- Anatomy of the Tongue in Cheek (2001)
- The Creepy EP (2001)
- Relient K (2000)
- Relient K 2000 A.D.D. (2000)
- All Work & No Play (demo) (1998)